# Basilia hispida
Basilia hispida är en tvåvingeart som beskrevs av Theodor 1967. Basilia hispida ingår i släktet Basilia och familjen lusflugor. Inga underarter finns listade i Catalogue of Life.